# Бенак (Горњи Пиринеји)
Бенак (фр. Bénac) насеље је и општина у јужној Француској у региону Миди Пирене, у департману Горњи Пиринеји која припада префектури Тарб.
По подацима из 2011. године у општини је живело 508 становника, а густина насељености је износила 64,06 становника/km². Општина се простире на површини од 7,93 km². Налази се на средњој надморској висини од 386 метара (максималној 491 m, а минималној 341 m).

## Демографија
| 1962. | 1968. | 1975. | 1982. | 1990. | 1999. | 2011. |
| ----- | ----- | ----- | ----- | ----- | ----- | ----- |
| 380   | 406   | 399   | 436   | 478   | 473   | 508   |

График промене броја становника у току последњих година